# Pseudohandelia
Pseudohandelia é um género botânico pertencente à família Asteraceae.
A sua única espécie é Pseudohandelia umbellifera, que é originária da Ásia Central.
Pseudohandelia umbellifera foi descrita por (Boiss.) Tzvelev e publicada em Flora URSS 26: 363, pl. 15. 1961.

## Descrição
É uma planta erecta que alcança um tamanho de até 50 (-80) cm de altura, é uma planta herbácea alta, bienal ou perene, com caules simples  de 3,5 – 6 cm de espessura, de cor esbranquiçada. Folhas basais numerosas na floração, com pecíolos largos de 1,5 – 2 cm, linear-oblongos, de 5 a 2 x 0,8 – 3 cm, por vezes quase glabros, (2 -) 3-pinatisectas  subuladas, 0,5 - 3 x 0,1 - 0,3 mm. As inflorescências em capítulos de 3 a 20 mm de largura, pedúnculos glabros ±, ± hemisféricos, de 6–9 mm de largura, densos, 3 – 10 cm de largura em corimbos compostos. Filárias imbricadas. As flores da inflorescência são amarelas, de 2 - 2,5 mm de largura, glandulosas, campanuladas 5-dentadas no tubo da corola, os dentes de forma triangular. Cipselas lineares, ± cilíndricas, 1,8 a 2,5 mm de largura, dorsalmente glandulosa.

## Distribuição
Pode ser encontrada entre Quetta e Kandahar, próximo de Dair Haj na Ásia Central, Irão, Afeganistão e Paquistão.

## Sinonímia
- Chrysanthemum floccosum Kitam.
- Chrysanthemum trichophyllum (Regel & Schmalh.) Kuntze
- Chrysanthemum umbelliferum (Boiss.) O.Hoffm.
- Pyrethrum umbelliferum (Boiss.) Boiss.
- Tanacetum trichophyllum Regel & Schmalh.
- Tanacetum umbelliferum Boiss.[4]